# 別所ます江
別所 ます江（べっしょ ますえ、旧暦 文久3年 / グレゴリオ暦 1863年 - 没年不詳）は、日本の女優である。本名別所 ます（べっしょ ます）。別所 ますえ、別所 マスエ、別所 ますゑ、別所 益枝、別所 ます子（べっしょ ますこ）と表記に揺れがある。尾上 梅曉（おのえ ばいきょう、新漢字表記尾上 梅暁）の名で関西歌舞伎の女役者からスタートし、尾上松之助とともに初期の映画に出演、日本で初めて劇映画に出演した女優のひとりとして知られる。

## 人物・来歴
1863年（旧暦 文久3年）に生まれる。
「尾上 梅曉」の名で旧劇（歌舞伎）の「女役者」として、京都府京都市にあった夷谷座（現在のホテルグレイスリー京都三条あたり）などに舞台出演をしていたが、1909年（明治42年）、京都で映画製作を始めていた横田商会が製作、牧野省三が監督して同年3月1日に公開された『菅原伝授手習鑑』への出演が、記録に残る最初の映画出演である。つづいて同年、『安達原三段目 袖萩祭文の場』に主演しているが、同作には、牧野の長女・牧野富枝（牧野冨榮）も出演しており、「この映画には私の娘と都合二人の女役者が出たわけだ」と牧野はのちに回想している。牧野が見出した尾上松之助が初めて映画に出演した作品として知られる『碁盤忠信源氏 礎』では、松之助の忠信、片岡市太郎の義経に対し、小車を演じた。
横田商会は、1912年（大正元年）9月10日に合併して日活を形成する一社であるが、横田商会の製作体制を引き継ぐ日活関西撮影所が製作した『鬼丸花太郎』（監督不明）に出演、同作は1917年（大正6年）10月7日に公開され 、「日活の老女優に返り咲いた」（牧野省三）。以降、旧劇の女役者から「女優」に転向するが、同作以外の出演歴が不明である。1923年（大正12年）6月1日、牧野省三が日活から独立し、マキノ映画製作所および等持院撮影所を設立すると、これに入社して「別所 ます江」と改名して、母親役・老婆役を多く務める。同社は、1924年（大正13年）7月、東亜キネマに吸収合併されるが、引き続き等持院撮影所に所属、その後の1925年（大正14年）6月、牧野が同社を離れて新たにマキノ・プロダクションおよび御室撮影所を設立した後は、しばらくしてこれに参加している。記録に残る移籍後最初の作品は、1927年（昭和2年）1月14日に公開された、牧野が「マキノ荘造」の名で総監督を務めた『喧嘩買兵衛』（監督勝見正義、製作勝見庸太郎プロダクション）であった。
1929年（昭和4年）7月25日には、牧野省三が亡くなり、同年9月にマキノ正博を核とした新体制が発表になると、別所は、マキノ智子、松浦築枝、岡島艶子、大林梅子、桜木梅子、生野初子、河上君栄、三保松子、泉清子、都賀静子、住乃江田鶴子らとともに「俳優部女優」に名を連ねた。その後、新体制下のマキノ・プロダクションは財政が悪化し、1930年（昭和5年）11月14日に公開された『信州侠客伝』（監督中島宝三）を最後に退社、以降の映画の出演歴は見当たらない。以降の消息は全く伝えられていないが、1940年（昭和15年）に日活太秦撮影所の撮影所長だった池永浩久の発願によって、京都市上京区にある法輪寺に映画関係者400名余りの霊牌が奉祀されたが、その中に別所の名前も刻銘されている。没年不詳。

## フィルモグラフィ

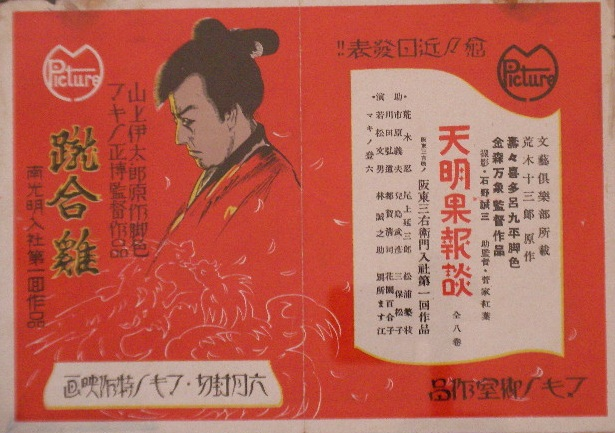
『蹴合鶏』と『天明果報談』（1928年）の公開を予告する当時のチラシ。右側の『天明果報談』に別所の名が確認できる。

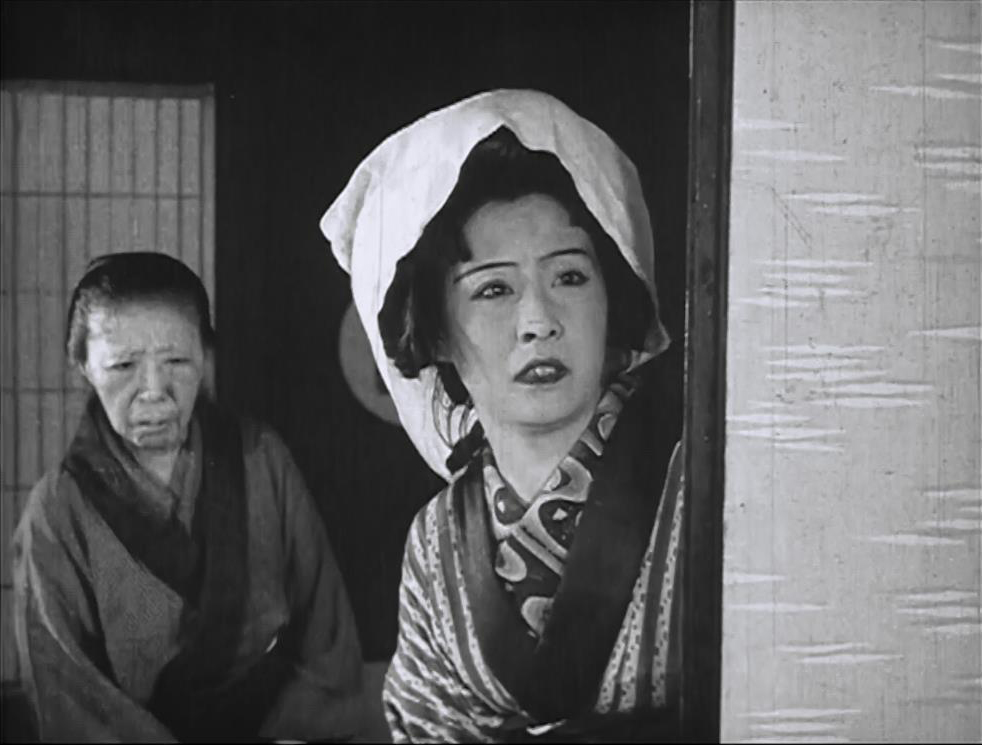
『怪談 狐と狸』（1929年）出演時（左）。右の中心人物は泉清子。

クレジットはすべて「出演」である。公開日の右側には役名、および東京国立近代美術館フィルムセンター（NFC）、マツダ映画社所蔵等の上映用プリントの現存状況についても記す。同センター等に所蔵されていないものは、とくに1940年代以前の作品についてはほぼ現存しないフィルムである。資料によってタイトルの異なるものは併記した。

### 横田商会
特筆以外すべて製作・配給は「横田商会」、すべてサイレント映画、すべて「尾上梅暁」名義である。
- 『菅原伝授手習鑑』（『菅原天神記』） : 監督牧野省三、1909年3月1日公開 - 桜丸[7][8]
- 『安達原三段目 袖萩祭文の場』（『奥州安達ヶ原』） : 監督牧野省三、1909年6月27日公開 - 袖萩[9]
- 『碁盤忠信源氏 礎』（『碁盤忠信』） : 監督牧野省三、1909年12月1日公開 - 小車[11]

- 『鬼丸花太郎』 : 監督不明、製作日活関西撮影所、配給日活、1917年10月7日公開[4]

### 等持院撮影所
製作は「マキノ映画製作所等持院撮影所」あるいは「東亜キネマ等持院撮影所」、配給は「マキノ映画製作所」あるいは「東亜キネマ」、すべてサイレント映画、特筆以外すべて「別所ます江」名義である。
マキノ映画製作所
- 『村長の息子』 : 監督長尾史録、1923年8月1日公開 - 村に住む老婆
- 『彼女の運命 前篇』 : 監督衣笠貞之助、1924年1月7日公開
- 『情熱の火』 : 監督二川文太郎、1924年4月25日公開 - お浪の母
- 『煩悩地獄』 : 指揮牧野省三、監督二川文太郎、1924年5月23日公開 - 新三郎継母浪路 （「別所ます子」表記）
- 『魔陥の消ゆる頃』 : 監督二川文太郎、1924年6月6日公開 - 役名不明 （「別所ますえ」表記）

東亜キネマ
- 『国定忠次信州都落ち』 : 指揮牧野省三、監督二川文太郎、1924年9月5日公開 - 妻みね （「別所益枝」表記）
- 『天晴れ大関』（『天晴大関』[2]） : 指揮牧野省三、監督沼田紅緑、1924年9月19日公開 - 役名不明 （「別所ますえ」表記）
- 『逆流』 : 監督二川文太郎、1924年9月26日公開 - 南條の母 （「別所益枝」表記）、21分尺で現存（マツダ映画社蔵[13] / DVD発売）
- 『荒神山の血煙』 : 監督沼田紅緑、1925年2月6日公開 - 松屋の母 （「別所ますえ」表記）
- 『三人姉妹 中篇』 : 総指揮牧野省三、監督沼田紅緑、製作東亜マキノ等持院撮影所、配給東亜キネマ、1925年4月23日公開 - 魚屋健次の母 （「別所ますえ」表記）
- 『心中宵待草』 : 監督衣笠貞之助、製作東亜マキノ等持院撮影所、配給東亜キネマ、1925年5月8日公開 - 其女房お源 （「別所益枝」表記）
- 『花川戸助六』 : 監督長尾史録、1926年4月8日公開 - 助六母お信 （「別所益枝」表記）

### マキノプロダクション御室撮影所
特筆以外すべて製作は「マキノプロダクション御室撮影所」、配給は「マキノ・プロダクション」、すべてサイレント映画、特筆以外すべて「別所ます江」名義である。
- 『喧嘩買兵衛』 : 総監督マキノ荘造（牧野省三）、監督勝見正義、製作勝見庸太郎プロダクション、配給マキノプロダクション、1927年1月14日公開 - 浅妻の母 （「別所ますえ」表記）
- 『生さぬ仲』 : 監督賀古残夢、製作賀古プロダクション、配給マキノプロダクション、1927年2月25日公開
- 『いろは仮名四谷怪談 後篇』 : 監督井上金太郎、1927年7月22日公開 - お熊
- 『砂絵呪縛 第一篇』 : 総指揮マキノ省三（牧野省三）、監督金森万象、1927年9月8日公開 - お酉雇婆 お島 （「別所ますえ」表記）、第二篇との総集編が87分尺で現存（マツダ映画社蔵[13]）
- 『お江戸日本橋』 : 監督曾根純三、1927年12月1日公開 - 乳母おかね
- 『仇討世相録』 : 監督金森万象、1928年4月15日公開 - 義母お垣 （「別所ますえ」表記）
- 『雷電』 : 監督牧野省三・松田定次、1928年6月29日公開 - 母
- 『天明果報談』 : 監督金森万象、1928年7月20日公開 - その母おさと
- 『狂へる小鳩』 : 監督阪田重則、1929年4月7日公開 - 乳母おいく （「別所マスエ」表記）
- 『義士外伝 馬喰の丑五郎』（『馬喰丑五郎』[2]） : 監督・主演勝見庸太郎、製作勝見庸太郎プロダクション、配給マキノプロダクション、1929年9月13日公開 - 茶店の老姿 （「別所ますゑ」表記）
- 『刀を抜いて』 : 監督二川文太郎、1929年10月24日公開 - 三五郎母お寸
- 『怪談 狐と狸』[3][5]（『狐と狸』[1]『狸と狐』[2]） : 監督吉野二郎、1929年11月8日公開 - 母お兼 （「別所益枝」表記）、『怪談 狐と狸』の題・33分尺で現存（NFC所蔵[5] / 衛星劇場放映[14]）
- 『天保水滸伝』 : 監督押本七之輔、1930年1月5日公開 - お袋 （「別所益枝」表記）
- 『信州侠客伝』（『兇状旅信州路』[5]） : 監督中島宝三、1930年11月14日公開 - 母お繁 （「別所ますえ」表記）、『兇状旅信州路』の題・70分尺で現存（NFC所蔵[5]）